# 구글 슬라이드
구글 슬라이드(Google Slides)는 구글이 제공하는 웹 기반 구글 문서 편집기 제품군의 일부로서 포함된 프레젠테이션 소프트웨어이다. 이 서비스는 다음 또한 포함한다: 구글 문서도구, 구글 시트, 구글 드로잉, 구글 설문지, 구글 사이트, 구글 킵. 구글 슬라이드는 다음의 플랫폼을 대상으로 웹 애플리케이션, 모바일 응용 소프트웨어로 이용이 가능하다: 안드로이드, iOS, 마이크로소프트 윈도우, 블랙베리 OS, 그리고 구글의 크롬 OS에서 데스크톱 애플리케이션. 이 앱은 마이크로소프트 파워포인트 파일 포맷들과 호환된다. 이 앱은 사용자들이 실시간으로 다른 사용자들과 협업하면서 파일을 만들고 편집할 수 있게 한다. 편집 변경이 있는 판 역사를 사용자가 추적할 수 있다.

## 지원하는 파일
| .GSLIDES | Google Slides Shortcut                                   |
| .JPG     | JPEG Image                                               |
| .ODP     | OpenDocument Presentation                                |
| .PDF     | Portable Document Format File                            |
| .PNG     | Portable Network Graphic                                 |
| .POT     | Microsoft PowerPoint Template (Legacy)                   |
| .POTM    | Microsoft PowerPoint Macro-Enabled Presentation Template |
| .POTX    | Microsoft PowerPoint Presentation Template               |
| .PPS     | Microsoft PowerPoint Slide Show (Legacy)                 |
| .PPSM    | Microsoft PowerPoint Macro-Enabled Show                  |
| .PPSX    | Microsoft PowerPoint Slide Show                          |
| .PPT     | Microsoft PowerPoint Presentation (Legacy)               |
| .PPTM    | Microsoft PowerPoint Macro-Enabled Presentation          |
| .SVG     | Scalable Vector Graphics File                            |
| .TXT     | Plain Text File                                          |